# Бањица (Глоговац)
Бањица (алб. Lugdren/Baicë e Elshanit) је насеље у општини Глоговац на Косову и Метохији. Атар насеља се налази на територији катастарске општине Бањица површине 1150 ha. У селу на једном крају данашњег муслиманског гробља откривени су остаци рановизатијске цркве. По предању, ова црква је у средњем веку била обновљена и посвећена највећем српском светитељу — Светом Сави. Према турском попису из 1455. године у селу је било око 30 српских кућа, на челу са сеоским попом.
Овде се налази Споменик природе „Пећина у селу Бањица“.

## Демографија
Насеље има албанску етничку већину.
Број становника на пописима:
- попис становништва 1948. године: 615
- попис становништва 1953. године: 649
- попис становништва 1961. године: 826
- попис становништва 1971. године: 1064
- попис становништва 1981. године: 1598
- попис становништва 1991. године: 2135